# Zjednoczenie Przemysłu Cukrowniczego
Zjednoczenie Przemysłu Cukrowniczego (ZPC) – zjednoczenie z siedzibą w Warszawie utworzone w miejsce Centralnego Zarządu Przemysłu Cukrowniczego, na podstawie zarządzenia ministra przemysłu spożywczego i skupu z dnia 27 stycznia 1959 r., opartego na uchwale Rady Ministrów z dnia 20 grudnia 1958 r. w sprawie reorganizacji resortu przemysłu spożywczego i skupu.
Objęło ono wszystkie 76 cukrowni czynnych w kraju, a ponadto podporządkowane mu zostały: Instytut Przemysłu Cukrowniczego, Biuro Projektów Przemysłu Cukrowniczego „Cukroprojekt” i Wytwórnia Noży Dyfuzyjnych. Wszystkie przedsiębiorstwa wchodzące w skład ZPC zachowały w zasadzie swoją dawną strukturę organizacyjną oraz profil działania jako przedsiębiorstwa wyodrębnione na rozrachunku gospodarczym i jednozakładowe. Wyjątek stanowiły kombinaty wielozakładowe o koncentracji pionowej (Cukrownie Chełmża i Przeworsk).
Jednocześnie dawne terenowe zjednoczenia przemysłu cukrowniczego zostały – podobnie jak CZPC – zlikwidowane, a na ich miejsce utworzono dyrekcje okręgów ZPC: warszawskiego, lubelskiego, poznańskiego, pomorskiego i śląskiego. W ten sposób dotychczasowa struktura organizacyjna przemysłu, składająca się z trzech ogniw, a mianowicie: CZPC, okręgowych zjednoczeń i przedsiębiorstw-cukrowni, została z dniem 1 stycznia 1959 roku zastąpiona strukturą dwustopniową. Pierwszy szczebel w nowej strukturze organizacyjnej stanowiły przedsiębiorstwa-cukrownie, drugi zaś – Zjednoczenie Przemysłu Cukrowniczego, którego integralną częścią były dyrekcje okręgowe.Te ostatnie nie posiadały statusu przedsiębiorstwa wyodrębnionego na rozrachunku gospodarczym i osobowości prawnej, stanowiły jedynie wewnętrzne, terenowe ogniw a centrali ZPC w Warszawie.
Cele i zadania Zjednoczenia Przemysłu Cukrowniczego zostały sformułowane w statucie nadanym przez ministra przemysłu spożywczego i skupu, sprawującego nadal nadzór nad przemysłem cukrowniczym i jego organami kierowniczymi. Cele te zostały sprecyzowane w statucie następująco:
a) urzeczywistnianie zadań polityki gospodarczej państwa w zakresie kompleksowego rozwoju przemysłu cukrowniczego;
b) reprezentowanie wspólnych interesów, koordynowanie i organizowanie współpracy przedsiębiorstw, opieranie i udzielanie pomocy w rozwijaniu i w prowadzaniu w życie postępu technicznego i organizacyjnego, inicjowanie badań naukowych dla potrzeb branży cukrowniczej oraz dbanie o podnoszenie poziomu ekonomicznego działalności przemysłu;
c) zaspokajanie potrzeb rynku wewnętrznego w artykuły przemysłu cukrowniczego w odpowiedniej ilości i asortymencie.
Intencją reformy, w wyniku której powstało ZPC i dyrekcje okręgów jako integralne agendy terenowe Zjednoczenia, była próba zlikwidowania szczebla pośredniego między centralnym ośrodkiem dyspozycji (ZPC) z przedsiębiorstwami (cukrowniami), a także zbliżenie Zjednoczenia do pracy przedsiębiorstw, które zyskały na samodzielności oraz zwiększenie operatywności Zjednoczenia przez przekazanie dyrekcjom okręgów i cukrowniom części uprawnień, które przedtem należały do CZPC.
Likwidacja szczebla pośredniego w postaci okręgowych zjednoczeń przemysłu cukrowniczego miała na celu zwiększenie roli przedsiębiorstwa, czyli cukrowni jako podstawowej jednostki gospodarczej oraz usprawnienie funkcjonowania przez odbiurokratyzowanie dotychczasowego systemu zarządzania i podniesienie rangi kryteriów ekonomicznych w ocenie działalności gospodarczej. Zmiany w strukturze organizacyjnej przemysłu, przeprowadzone w latach 1958/59, były konsekwencją wymuszonej przez społeczeństwo liberalizacji życia politycznego w kraju, reakcją na scentralizowany i wysoce zbiurokratyzowany system odgórnego „komenderowania” przedsiębiorstwom i w okresie stalinowskiej deformacji ustroju realnego socjalizmu; próbą decentralizacji systemu kierowania i zarządzania przemysłem. Wyrazem tego było powołanie rad robotniczych w przedsiębiorstwach, także we wszystkich cukrowniach.
Za całokształt działalności Zjednoczenia Przemysłu Cukrowniczego odpowiedzialny był dyrektor, który reprezentował je na zewnątrz i kierował nim zgodnie z zasadą jednoosobowego kierownictwa. Dyrektora ZPC powoływał i odwoływał minister przemysłu spożywczego i skupu. Również minister powoływał i odwoływał na w niosek dyrektora Zjednoczenia jego zastępców oraz głównego księgowego ZPC i dyrektorów okręgów. Dodać należy, że stanowisko dyrektora ZPC należało do tzw. nomenklaturowanych, w związku z czym każdorazowa decyzja w tej sprawie musiała uzyskać wcześniej aprobatę czynnika politycznego. Na ogół jednak przeważały kryteria merytoryczne, dzięki czemu ZPC kierowali ludzie kompetentni, cieszący się autorytetem w środowisku cukrowników. Funkcję dyrektora Zjednoczenia Przemysłu Cukrowniczego kolejno – w latach 1959–1982 – pełnili: Czesław Sobieszak, Jan Leszczyński, Alfred Zodrow, Marian Dębogórski, Wiesław Góralczyk, Antoni Kuźba i Tadeusz Piasecki.
Drugim po dyrektorze organem statutowym ZPC było kolegium, któremu z urzędu przewodniczył dyrektor Zjednoczenia. W kolegium zasiadali członkowie stali i niestali. Do pierwszych należeli: dyrektor Zjednoczenia i jego zastępcy, dyrektorzy okręgów oraz z wyboru: po trzech dyrektorów cukrowni z okręgów: lubelskiego, poznańskiego i warszawskiego oraz po czterech dyrektorów cukrowni z okręgów: pomorskiego i śląskiego. Członkami niestałym i byli dyrektorzy pozostałych cukrowni; uczestniczyli oni w posiedzeniach wtedy, gdy sprawa dotyczyła ich przedsiębiorstwa lub gdy kolegium miało podjąć uchwałę stanowiącą, czyli wiążąca dyrektora Zjednoczenia.
Do spraw, które rozpatrywane były na kolegium w trybie uchwał stanowiących, dotyczących całego przemysłu, a nie pojedynczego przedsiębiorstwa, a zatem wiążących dla dyrektora, należały:
a) redystrybucja środków finansowych w zakresie nieunormowanym przepisami;
b) podejmowanie wspólnych dla danej grupy przedsiębiorstw (cukrowni) inwestycji finansowych ze środków własnych tych przedsiębiorstw (tzw. inwestycje zdecentralizowane);
c) organizowanie wspólnych dla przedsiębiorstw przedsięwzięć finansowych z ich środków;
d) zmiana granic terytorialnych jednostek terenowych.
W pozostałych sprawach uchwały kolegium miały w stosunku do dyrektora Zjednoczenia charakter jedynie doradczy i opiniodawczy. W tym trybie rozpatrywane były sprawy również o dużym znaczeniu dla przemysłu cukrowniczego, a opinie członków kolegium ułatwiały dyrektorowi podejmowanie trafnych decyzji w tak ich sprawach, jak:
a) rozdział zadań planowych rocznych i wieloletnich oraz zadań dodatkowych;
b) kierunki specjalizacji przedsiębiorstw, rozdzielnictwa materiałowego, zasad podziału zysku przedsiębiorstw; wynagrodzenia i premiowania pracowników przedsiębiorstw;
c) rozbudowa istniejących i budowa nowych zakładów;
d) preliminarz budżetowy ZPC wraz z jego strukturą wewnętrznej organizacji;
e) ocena okresowych i rocznych wyników działalności przemysłu cukrowniczego;
f) opiniowanie układów zbiorowych.
W tych zagadnieniach uchwały zapadały zwykłą większością, jednakże przy obecności co najmniej połowy członków kolegium.
Kolejnym, nowym organem ZPC była w owym czasie Rada Techniczno-Ekonomiczna (RTE), podobnie jak kolegium – organ doradczy i opiniodawczy w sprawach mających istotne znaczenie dla działalności i rozwoju przemysłu cukrowniczego. W skład Rady wchodzili powoływani przez dyrektora Zjednoczenia wybitni specjaliści, zarówno teoretycy, jak i praktycy. Radzie przewodniczył z urzędu dyrektor ZPC.
Do głównych zadań RTE należało wypowiadanie się w sprawach dotyczących:
a) rozwoju przemysłu cukrowniczego i jego bazy surowcowej;
b) uruchamianie nowych asortymentów produkcji;
c) podnoszenie jakości wyrobów;
d) inwestycji o podstawowym znaczeniu oraz
e) prac badawczych i innych.
Wymienione zagadnienia rozpatrywane były w trzech zespołach roboczych: surowcowym, technicznym i ekonomicznym.
W latach 1959–1967 w skład ZPC – oprócz wydziałów znajdujących się w centrali w Warszawie – wchodziły jeszcze dyrekcje okręgów. Były one wewnętrznymi ogniwami Zjednoczenia o terytorialnym zasięgu działania. Dyrekcje okręgów wykonywały funkcje Zjednoczenia w zakresie ustalonym przez dyrektora ZPC w stosunku do cukrowni leżących w granicach działania danej dyrekcji. Taka organizacja ZPC miała zapewnić jednolite kierownictwo przemysłu cukrowniczego przy jednocześnie bezpośrednim i operatywnym oddziaływaniu na jego przedsiębiorstwa, rozmieszczone po całej prawie Polsce.
W świetle statutu do podstawowych zadań dyrekcji okręgów należało: instruktaż i udzielanie przedsiębiorstwom okręgu fachowej pomocy w zakresie techniczno-produkcyjnym, koordynowanie zaopatrzenia przedsiębiorstw w podstawowy surowiec, tj. buraki cukrowe, wreszcie nadzór i pomoc w przygotowaniu przedsiębiorstw do kampanii cukrowniczej pod względem technicznym i organizacyjnym oraz nadzór nad samym przebiegiem kampanii. Na czele dyrekcji okręgu stał dyrektor, powoływany przez dyrektora ZPC. Był on pełnomocnikiem dyrektora Zjednoczenia wobec grupy przedsiębiorstw tworzących okręg cukrowniczy.
W skład poszczególnych dyrekcji okręgów wchodziły następujące cukrownie:
- okręg warszawski: Borowiczki, Ciechanów, Dobrzelin, Guzów, Izabelin, Kętrzyn, Krasiniec, Mała Wieś, Ostrowy i Sokołów – razem 12 cukrowni;
- okręg lubelski: Chybie, Częstocice, Garbów, Klemensów, Lubna, Lublin, Opole Lubelskie, Przeworsk, Rejowiec, Strzyżów, Włostów i Wożuczyn – razem 12 cukrowni;
- okręg poznański: Głogów, Gniezno, Gosławice, Gostyń, Gryfice, Kluczewo, Kościan, Miejska Górka, Opalenica, Środa, Szamotuły, Szczecin, Witaszyce, Wschowa, Zbiersk i Zduny – razem 16 cukrowni;
- okręg pomorski: Brześć Kujawski, Chełmża, Dobre, Janikowo, Kruszwica, Malbork, Mełno, Nakło, Nowy Staw, Ostrowite, Pelplin, Pruszcz, Stare Pole, Świecie, Tuczno, Unisław i Żnin – razem 18 cukrowni;
- okręg śląski: Baborów, Cerekiew. Góra Śląska, Jawor, Klecina, Łagiewniki, Małoszyn, Otmuchów, Pastuchów, Pustków, Racibórz, Sułkowice, Strzelin, Świdnica, Wieluń, Wróblin, Ząbkowice i Ziębice – razem 18 cukrowni.

W dniu 1 kwietnia 1967 roku minister przemysłu spożywczego i skupu wydał zarządzenie, n a mocy którego likwidacji uległy okręgi, a na ich miejsce powołano przedsiębiorstwa zgrupowane, czyli wielozakładowe. Ideą przewodnią reformy, w wyniku której dotychczasowa, faktycznie trójszczeblowa struktura zarządzania została zastąpiona dwustopniową (ZPC – przedsiębiorstwa zgrupowane), było usprawnienie systemu kierowania zarówno w skali całego przemysłu, jak i przedsiębiorstw.
Na czele przedsiębiorstwa zgrupowanego stał dyrektor, powoływany przez naczelnego dyrektora ZPC. Podlegali mu zastępcy do spraw technicznych, surowcowych, ekonomicznych i główny księgowy. W gestii bezpośredniej dyrektora przedsiębiorstwa znajdowały się sprawy osobowe, obsługi prawnej, organizacji i zarządzania, kontroli i spraw wojskowych. Działalnością cukrowni jako zakładu wchodzącego do przedsiębiorstwa zgrupowanego kierował również dyrektor, chociaż zakres jego kompetencji był ograniczony głównie do spraw techniczno-produkcyjnych; jego dotychczasowe funkcje przedsiębiorcze wraz z utratą przez cukrownie osobowości prawnej przeszły na przedsiębiorstwo zgrupowane.
Z dniem 1 sierpnia 1982 roku Zjednoczenie Przemysłu Cukrowniczego uległo likwidacji, a w jego miejsce została powołana bardziej luźna struktura organizacyjna na szczeblu centralnym w postaci Zrzeszenia Przedsiębiorstw Przemysłu Cukrowniczego „Cukropol” w Warszawie.